# Eslovenia en los Juegos Europeos
Eslovenia en los Juegos Europeos está representada por el Comité Olímpico Esloveno, miembro de los Comités Olímpicos Europeos. Ha obtenido un total de 24 medallas: 8 de oro, 10 de plata y 6 de bronce.

## Medalleros

### Por edición
| Evento        | Oro | Plata | Bronce | Total |
| ------------- | --- | ----- | ------ | ----- |
| Bakú 2015     | 1   | 1     | 3      | 5     |
| Minsk 2019    | 4   | 1     | 1      | 6     |
| Cracovia 2023 | 3   | 8     | 2      | 13    |
| TOTAL         | 8   | 10    | 6      | 24    |

### Por deporte
| Evento         | Oro | Plata | Bronce | Total |
| -------------- | --- | ----- | ------ | ----- |
| Atletismo      | 2   | 2     | 0      | 4     |
| Escalada       | 0   | 0     | 1      | 1     |
| Gimnasia       | 2   | 0     | 0      | 2     |
| Judo           | 1   | 1     | 4      | 6     |
| Karate         | 0   | 1     | 0      | 1     |
| Kickboxing     | 1   | 3     | 0      | 4     |
| Salto en esquí | 1   | 2     | 1      | 4     |
| Taekwondo      | 0   | 1     | 0      | 1     |
| Tiro con arco  | 1   | 0     | 0      | 1     |
| TOTAL          | 8   | 10    | 6      | 24    |